# فرنسيس بالمر سميث
فرنسيس بالمر سميث (بالإنجليزية: Francis Palmer Smith)‏ هو مهندس معماري أمريكي، ولد في 1886، وتوفي في 1971.